# Нитка (фільм)
Нитка — українська короткометражка режисера Дмитра Сухолиткого-Собчука.

## Сюжет
Вік людини — наче сад, завжди прекрасний і кожен раз інакший. В центрі оповіді три різні періоди життя жінки.

## Відзнаки
- Гран прі, фестиваль «Кіноетніка», 2011.
- Український кінофестиваль «Відкрита ніч», третій приз глядацьких симпатій, Київ, Україна, 2011.
- Український кінофестиваль «Відкрита ніч», найкраща операторська робота, Київ, Україна, 2011.